# Zhou Qian
Zhou Qian (chiń. upr. 周倩; pinyin Zhōu Qiàn; ur. 11 marca 1989) – chińska zapaśniczka walcząca w stylu wolnym. Brązowa medalistka olimpijska z Tokio 2020 w kategorii 76 kg. Wicemistrzyni świata w 2015 i brązowa w 2014; piąta w 2019. Mistrzyni igrzysk azjatyckich w 2018.
Mistrzyni Azji w 2018 i trzecia w 2015. Druga w Pucharze Świata w 2017 i 2018; trzecia w 2019 roku.